# Oleksandrivka, Holovanivsk
Oleksandrivka (în ucraineană Олександрівка) este un sat în comuna Șepîlove din raionul Holovanivsk, regiunea Kirovohrad, Ucraina.

## Demografie
Componența lingvistică a localității Oleksandrivka
     Ucraineană (97,42%)
     Rusă (2,21%)
     Alte limbi (0,37%)
Conform recensământului din 2001, majoritatea populației localității Oleksandrivka era vorbitoare de ucraineană (97,42%), existând în minoritate și vorbitori de rusă (2,21%).